# Арси-Сент-Реститю
Арси-Сент-Реститю́ (фр. Arcy-Sainte-Restitue) — коммуна во Франции, находится в регионе Пикардия. Департамент коммуны — Эна. Входит в состав кантона Виллер-Котре. Округ коммуны — Суасон.
Код INSEE коммуны — 02022.

## Население
Население коммуны на 2010 год составляло 427 человек.
| 1962 | 1968 | 1975 | 1982 | 1990 | 1999 | 2010 |
| ---- | ---- | ---- | ---- | ---- | ---- | ---- |
| 486  | 481  | 373  | 360  | 328  | 369  | 427  |

## Экономика
В 2010 году среди 275 человек трудоспособного возраста (15—64 лет) 206 были экономически активными, 69 — неактивными (показатель активности — 74,9 %, в 1999 году было 68,4 %). Из 206 активных жителей работали 184 человека (99 мужчин и 85 женщин), безработных было 22 (9 мужчин и 13 женщин). Среди 69 неактивных 22 человека были учениками или студентами, 28 — пенсионерами, 19 были неактивными по другим причинам.